# Juan Ignacio Londero
Juan Ignacio Londero (* 15. August 1993 in Córdoba) ist ein argentinischer Tennisspieler.

## Karriere
Juan Ignacio Londero spielte bis 2018 hauptsächlich auf der ATP Challenger Tour und der ITF Future Tour. Er feierte bislang vier Einzel- und vier Doppelsiege auf der Future Tour. Seinen ersten Sieg auf der Challenger Tour feierte er 2017 an der Seite seines Partners Luis David Martínez, als sie bei den Milex Open das Finale in zwei Sätzen gewannen. Im Jahr 2018 gelangen ihm zudem zwei Einzeltitel auf der Challenger-Tour.
Erstmals auf der ATP World Tour spielte Londero in Bogotá, wo er 2013 gegen Ivo Karlović und 2014 gegen Víctor Estrella jeweils in der ersten Hauptrunde unterlag. Zum 9. Juni 2014 durchbrach er erstmals die Top 200 der Weltrangliste im Einzel. Nach einigen vergeblichen Versuchen in den Folgejahren konnte er sich erst im Mai 2018 in Båstad wieder für das Hauptfeld eines ATP-Turniers qualifizieren. In der ersten Runde scheiterte er dort gegen den Lucky Loser Henri Laaksonen, gegen den er zuvor die zweite Qualifikationsrunde gewonnen hatte. Sein Durchbruch gelang Londero im Jahr 2019. Im Februar stand er per Wildcard im Hauptfeld des Turniers von Córdoba, das er durch einen Dreisatzsieg gegen Guido Pella gewinnen konnte. Auch bei den weiteren Turnieren des Jahres startete er regelmäßig im Hauptfeld und kam auch häufiger über die erste Runde hinaus. Sein erfolgreichstes Abschneiden bei Grand-Slam-Turnieren gelang Londero ebenfalls 2019. Bei den French Open hatte er in der ersten Runde in drei Sätzen den an Nr. 15 gesetzten Nikolos Bassilaschwili besiegt, nach zwei weiteren Siegen gegen Richard Gasquet und Corentin Moutet musste er sich erst im Achtelfinale dem späteren Turniersieger Rafael Nadal geschlagen geben. In Båstad erreichte er im Juli zum zweiten Mal das Finale eines ATP-Turniers, verlor aber gegen Nicolás Jarry. Seit Anfang 2019 konnte sich Londero damit in den Top 100 der Weltrangliste halten, im November 2019 erreichte er mit Platz 50 seine bisherige Höchstplatzierung. Das erfolgreichste Turnier des Jahres spielte er in Buenos Aires, wo er nach zwei Siegen gegen die Top-40-Spieler Guido Pella und Laslo Đere bis ins Halbfinale kam.

## Erfolge
| Legende (Anzahl der Siege)  |
| Grand Slam                  |
| ATP World Tour Finals       |
| ATP World Tour Masters 1000 |
| ATP World Tour 500          |
| ATP World Tour 250 (1)      |
| ATP Challenger Tour (3)     |

| ATP-Titel nach Belag |
| Hartplatz (0)        |
| Sand (1)             |
| Rasen (0)            |

### Einzel

#### Turniersiege

##### ATP World Tour
| Nr. | Datum            | Turnier | Belag | Finalgegner | Ergebnis      |
| --- | ---------------- | ------- | ----- | ----------- | ------------- |
| 1.  | 10. Februar 2019 | Córdoba | Sand  | Guido Pella | 3:6, 7:5, 6:1 |

##### ATP Challenger Tour
| Nr. | Datum          | Turnier      | Belag | Finalgegner    | Ergebnis      |
| --- | -------------- | ------------ | ----- | -------------- | ------------- |
| 1.  | 15. April 2018 | Mexiko-Stadt | Sand  | Roberto Quiroz | 6:1, 6:3      |
| 2.  | 7. Juli 2018   | Marburg      | Sand  | Hugo Dellien   | 3:6, 7:5, 6:4 |

#### Finalteilnahmen
| Nr. | Datum         | Turnier | Belag | Finalgegner   | Ergebnis  |
| --- | ------------- | ------- | ----- | ------------- | --------- |
| 1.  | 21. Juli 2019 | Båstad  | Sand  | Nicolás Jarry | 6:77, 4:6 |

### Doppel

#### Turniersiege

##### ATP Challenger Tour
| Nr. | Datum           | Turnier       | Belag | Partner             | Finalgegner                         | Ergebnis |
| --- | --------------- | ------------- | ----- | ------------------- | ----------------------------------- | -------- |
| 1.  | 19. August 2017 | Santo Domingo | Sand  | Luis David Martínez | Daniel Elahi Galán Santiago Giraldo | 6:4, 6:4 |

#### Finalteilnahmen
| Nr. | Datum            | Turnier      | Belag | Partner         | Finalgegner                        | Ergebnis          |
| --- | ---------------- | ------------ | ----- | --------------- | ---------------------------------- | ----------------- |
| 1.  | 16. Februar 2020 | Buenos Aires | Sand  | Guillermo Durán | Marcel Granollers Horacio Zeballos | 4:6, 7:5, [16:18] |

## Abschneiden bei Grand-Slam-Turnieren

### Einzel
| Turnier         | 2014 | 2015 | 2016 | 2017 | 2018 | 2019 | 2020 | 2021 | 2022 | Karriere |
| --------------- | ---- | ---- | ---- | ---- | ---- | ---- | ---- | ---- | ---- | -------- |
| Australian Open | —    | —    | —    | —    | —    | Q2   | 1    | 1    | —    | 1        |
| French Open     | Q1   | Q1   | —    | —    | Q3   | AF   | 2    | 1    | 1    | AF       |
| Wimbledon       | Q1   | —    | —    | —    | Q1   | 1    |      | 1    | —    | 1        |
| US Open         | Q3   | —    | —    | —    | Q1   | 2    | 2    | Q1   | —    | 2        |

Zeichenerklärung: S = Turniersieg; F, HF, VF, AF = Einzug ins Finale / Halbfinale / Viertelfinale / Achtelfinale; 1, 2, 3 = Ausscheiden in der 1. / 2. / 3. Hauptrunde; Q1, Q2, Q3 = Ausscheiden in der 1. / 2. / 3. Qualifikationsrunde; nicht ausgetragen

### Doppel
| Turnier         | 2019 | 2020 | Karriere |
| --------------- | ---- | ---- | -------- |
| Australian Open | —    | 1    | 1        |
| French Open     | 1    | 1    | 1        |
| Wimbledon       | 1    |      | 1        |
| US Open         | 2    | —    | 2        |